# Соболево (Сувальський повіт)
Соболево (пол. Sobolewo) — село в Польщі, у гміні Сувалки Сувальського повіту Підляського воєводства.
Населення — 331 особа (2011).
У 1975-1998 роках село належало до Сувальського воєводства.

## Демографія
Демографічна структура станом на 31 березня 2011 року:
|          | Загалом | Допрацездатний вік | Працездатний вік | Постпрацездатний вік |
| -------- | ------- | ------------------ | ---------------- | -------------------- |
| Чоловіки | 167     | 33                 | 109              | 25                   |
| Жінки    | 164     | 38                 | 87               | 39                   |
| Разом    | 331     | 71                 | 196              | 64                   |